# حسن‌آباد (خرانق)
حسن‌آباد روستایی در دهستان زرین بخش خرانق شهرستان اردکان استان یزد ایران است.

## جمعیت
بر پایه سرشماری عمومی نفوس و مسکن در سال ۱۳۹۵ جمعیت این روستا کمتر از ۳ خانوار بوده‌است.